# Pyrocoelia pygdialis
Pyrocoelia pygdialis is een keversoort uit de familie glimwormen (Lampyridae). De wetenschappelijke naam van de soort is voor het eerst geldig gepubliceerd in 1926 door Pic.